# Pont Vasco da Gama
Pour les articles homonymes, voir Vasco da Gama et Gama.
 (mars 2009).
Si vous disposez d'ouvrages ou d'articles de référence ou si vous connaissez des sites web de qualité traitant du thème abordé ici, merci de compléter l'article en donnant les références utiles à sa vérifiabilité et en les liant à la section « Notes et références ».
Le pont Vasco da Gama est un pont continu de type viaduc qui franchit l'estuaire du Tage au Nord de Lisbonne sur une distance de 12,3 km.
La longueur totale du pont fait plus de 17 km, ce qui en fait le deuxième plus grand d'Europe après le pont de Crimée et le 39e plus grand au monde.

## Histoire
La construction du pont, qui a commencé en 1995, a été justifiée pour des raisons tenant au désengorgement du Pont du 25 avril, alors seul moyen terrestre de relier la capitale Lisbonne à la ville d'Almada.
Le pont a été ouvert au public le 29 mars 1998, peu avant l'exposition universelle Expo '98 qui célébrait notamment le 500e anniversaire de la découverte de la route maritime vers l'Inde par Vasco de Gama. 

## Architecture
Charles Lavigne est l'architecte du pont[réf. souhaitée].
Conçu pour résister à un tremblement de terre 4,5 fois plus puissant que celui de 1755 et à des vents atteignant 250 km/h, le pont est bâti sur des pieux de 2,2 m et 1,7 m de diamètre et ses fondations s'enfoncent à 95 m en dessous du niveau de la mer. Du fait de la longueur du pont, la courbure de la Terre a dû être prise en compte dans le calcul de l'emplacement des piles: sans cela, une erreur d'un mètre serait apparue au bout du pont.
Le viaduc est constitué de 5 parties distinctes, à savoir: le viaduc Nord, le viaduc de l’exposition, le pont à haubans, le viaduc central et le viaduc Sud.
Le viaduc Nord est équipé d’un système d’amortisseurs permettant d'absorber les déplacements longitudinaux en cas de séisme. Le tablier du pont à haubans n’est pas fixé à ses pylônes, mais peut se déplacer transversalement et longitudinalement. Ses piles très souples ont été conçues afin de supporter de longues périodes de vibration. Des coupleurs hydrauliques sur les piles du viaduc central lui permettent de bouger, mais le bloquent en cas de séisme. Lors de la construction, entre le pylône nord et la première pile, une unité mobile, permettant la construction successive des voussoirs, décroche et tombe. Cet incident entraine la mort de six personnes.
Son coût de construction est d'environ 900 millions d'euros. 70 000 véhicules l'empruntent quotidiennement.
Les piles du pont ont été réparées en 2017.

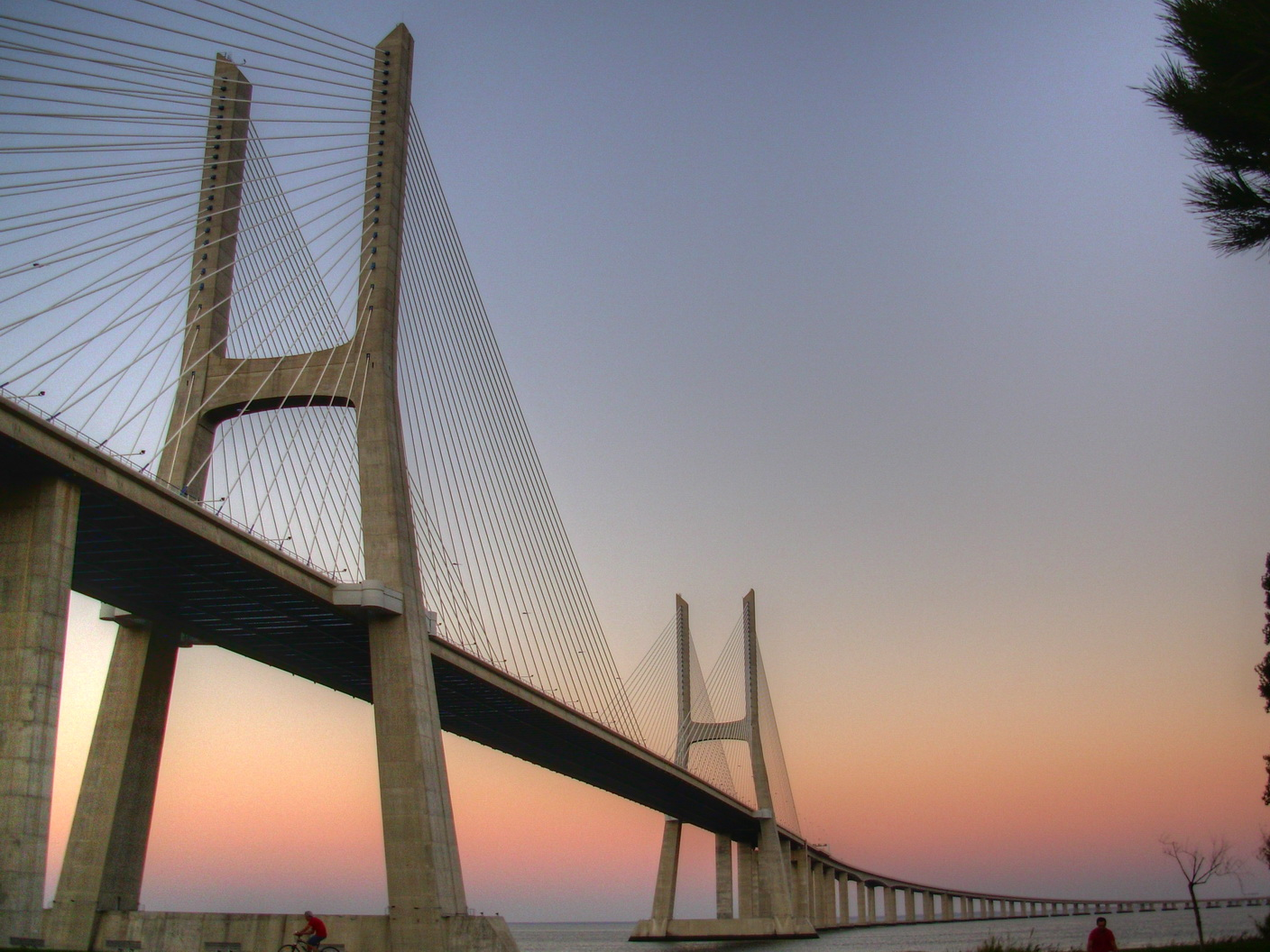
Rive nord du Tage.
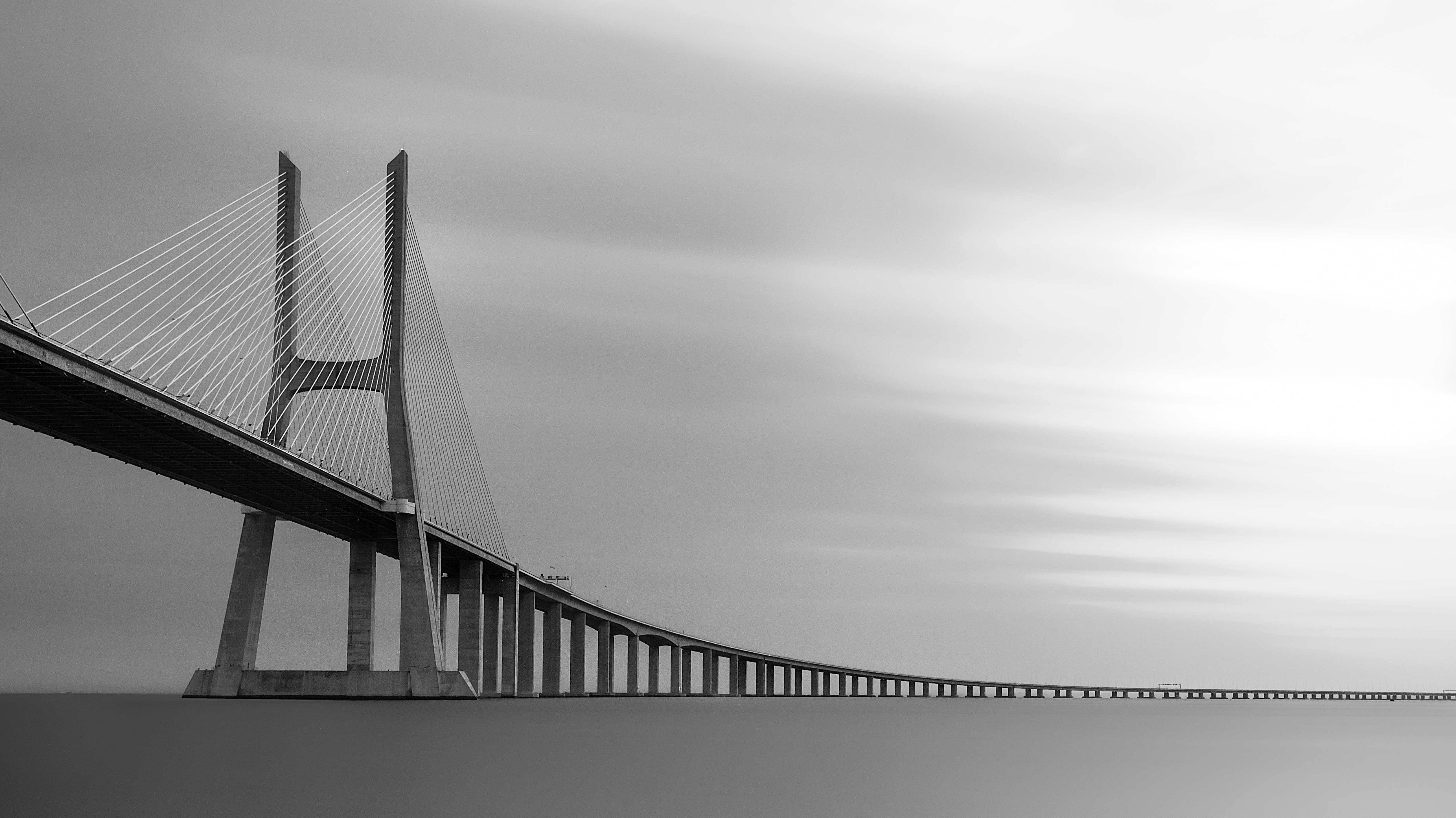